# 大王洞瑶族斗争遗址
大王洞瑶族斗争遗址，位于中国广东省茂名市信宜市怀乡镇黄华江畔边，为信宜市文物保护单位，类型为古遗址，公布时间为2000年6月18日。
大王洞瑶族斗争遗址的历史年代为明代。